# Rkia El Moukim
Rkia El Moukim (en arabe : رقية المقيم), née le 22 février 1988 à Guelmim, est une athlète marocaine.

## Carrière
En 2014, Rkia El Moukim remporte le semi-marathon international de Des Moines ainsi que la Course Paris-Versailles, battant le record de la compétition en 52 min 25 s. Elle termine sixième du Marathon de New York 2014 et dixième du Marathon de Londres 2015.
Elle est médaillée de bronze au semi-marathon des Jeux méditerranéens de 2022 à Oran et médaillée d'or du semi-marathon des Championnats panarabes d'athlétisme 2023 à Marrakech.